# Левкоцит
Левкоцити е сборно понятие на всички бели (несъдържащи хемоглобин) кръвни клетки. Левкоцитите в кръвта се подразделят на три големи групи: гранулоцити, моноцити и лимфоцити. Трите групи клетки имат защитна функция. Основна функция на левкоцитите е фагоцитозата, която се изпълнява от неутрофилите, имащи роля на макрофаги, и от моноцитите. Гранулоцитите от своя страна обединяват три различни по структурни особености и функции клетки – неутрофили, еозинофили и базофили.
Лимфоцитите в имунологично и функционално отношение се делят на два основни типа – В и Т. Моноцитите в кръвта се разглеждат като единична клетъчна линия без подтипове. В периферната кръв се установяват метамиелоцити, пръчкоядрени и сегментоядрени клетки. Единични метамиелоцити нормално се срещат само у новородените, а пръчкоядрени и сегментоядрени клетки – във всяка възраст, с преобладаване на сегментоядрените гранулоцити. Референтни стойности: 3,5 – 10,5 гига на литър.

## Изменения в броя на левкоцитите
Увеличеният брой на левкоцитите се нарича левкоцитоза, а намаленият – левкопения.

### Левкоцитоза
Левкоцитоза се установява при:
- остри бактериални инфекции, особено кокови – ангина, абсцес, апендицит, перитонит, пневмония, гноен менингит, сепсис, скарлатина, дифтерия, холера и др.;
- някои вирусни инфекции – пертусис, инфекциозна лимфоцитоза, инфекциозна мононуклеоза;
- белодробен и миокарден инфаркт, чернодробна некроза, масивни изгаряния, травми, оперативни интервенции, остри и хронични левкози, миелофиброза, мегакариоцитна левкоза;
- физиологични състояния: бременност, студ и топлина, при прием на кортикостероиди.

### Левкопения
Левкопения е израз на потискане на образуването на левкоцити в костния мозък. Среща се при:
- кръвни заболявания – апластична анемия, агранулоцитоза;
- отравяния с олово и арсен;
- токсични инфекции – тиф, луес;
- вирусни инфекции – хепатит, варицела; Панлевкопения (при котки)
- ендокринни заболявания – болест на Адисън;
- лъчеви увреждания и др.

Върху броя на левкоцитите влияят възрастта, храненето, емоциите, физическите напрежения, показват и денонощни колебания. Физиологично броят на левкоцитите при новородени е повишен, но започва да спада към втория ден след раждането.

## Развитие на клетките в костния мозък
- Миелобласт е най-ранната разграничима клетка от гранулоцитния ред. Има размер от 15 – 20 микрометра. Ядрото има кръгла или овална форма и заема по-голяма част от клетката. Съотношението ядро-цитоплазма е 6:1. Ядреният хроматин е финомрежест. Наблюдават се 2 – 5 ясно видими нуклеоли с бледосин цвят. Цитоплазмата е гълъбовосиня с малко по-интензивен цвят в периферията на клетката. Не съдържа специфични гранули. В цитоплазмата само на по-зрелите миелобласти могат да се появат единични азурофилни (първични) гранули, които съдържат миелопероксидаза и други ензими. Трансформацията от миелобласт до зрял гранулоцит се извършва за 10 – 15 дни. Този процес протича в по-голямата си част в костния мозък и е свързан с осемкратно увеличение на броя на клетките. Миелобластът, промиелоцитът и миелоцитът могат да се делят. Те обособяват митотичната (пролиферативната) част от гранулоцитите. Метамиелоцитът, пръчкоядреният и сегментоядреният гранулоцит не се делят и образуват непролифериращата или съзряващата част от гранулоцитите. Първичните (азурофилни) гранули по правило се образуват в промиелоцитите, като броят на гранулите в една клетка намалява при последващите деления. Първичните гранули съдържат миелопероксидаза, кисела фосфатаза, други кисели хидролази, неутрални протеази, катионни протеини, богати на аргинин, мурамидаза. Вторичните (специфични) гранули се образуват на етапа миелоцит.

- Промиелоцит е най-голямата клетка от гранулоцитния ред. Има диаметър 20 – 25 микрометра. Съотношението ядро-цитоплазма е 4:1. Ядрото е кръгло или овално, с фин хроматин, който обаче е малко по-груб от този на миелобластта. Съдържа 2 – 3 добре различими нуклеоли. Цитоплазмата е слабо базофилна, съдържа значителен брой първични азурофилни гранули. Появяват се и вторични гранули, които невинаги се виждат ясно на светлинен микроскоп.

- Миелоцит – диаметърът му е 12 – 15 микрометра. Съотношението ядро-цитоплазма е 2:1. Ядрото е кръгло или овално. Хроматинът е уплътнен. Нуклеоли няма. Цитоплазмата съдържа по-малко първични гранули и голям брой вторични, диференцирани на неутрофили, еозинофилни и базофилни.

Нормално миелоцитът се дели няколко пъти, преди да се диференцира в метамиелоцит, поради което броят на вторичните гранули в зрелия гранулоцит превишава значително броя на първичните гранули. Типът на вторичните гранули определя класификацията на гранулоцитите. Нормално в циркулиращата кръв проникват само зрели гранулоцити – пръчкоядрени и сегментоядрени неутрофили, сегментоядрени еозинофили и базофили.

## Нормална морфология на левкоцитите
- Неутрофилен гранулоцит
- Еозинофилен гранулоцит
- Базофилен гранулоцит
- Лимфоцит
- Макрофаг

### Гранулоцити
- Неутрофилни гранулоцити
  - Неутрофилен метамиелоцит – диаметърът е 12 – 16 микрометра. Ядрото е вгънато, с гладки очертания и еднаква дебелина и има бъбрековидна форма. Хроматинът показва умерено петниста структура. Розово обагрената цитоплазма съдържа виолетови, неутрофилни, равномерно разпределени гранули.
  - Неутрофилна пръчкоядрена клетка – клетката е с диаметър 10 – 12 микрометра. Съотношението ядро цитоплазма е в полза на цитоплазмата. Ядрото има пръчковидна форма с прищъпвания. Контурите на ядрото по цялото му протежение са двойни и прищъпванията никога не достигат нишковидна форма, както е характерна за сегментоядрените клетки. Ядрената структура е груба, петниста, нуклеоли няма. Цитоплазмата е оксифилна, съдържа голям брой различни по големина и форма неутрофилни гранули.
  - Неутрофилна сегментоядрена клетка – най-зрялата клетка от редицата с диаметър 10 – 12 микрометра. Съотношението ядро цитоплазма е в полза на цитоплазмата. Ядрото е тъмно виолетово, състои се от 2 – 5 сегмента, които са свързани помежду си с тънки нишки хроматин. Хроматинът във всеки сегмент е плътен. Цитоплазмата е оксифилна, съдържа голям брой праховидни неутрофилни гранули различни по големина и неправилни по форма. При някои клетъчни форми може да липсва връзка между ядрените части, а при други сегментите могат да бъдат прехвърлени, наслоени един върху друг.
- Еозинофилна клетка – големината ѝ е 12 – 15 микрометра. Ядрото обикновено се състои от два сегмента, свързани с тънка хроматинова нишка, и наподобява очила. Ядреният хроматин е плътен, липсват нуклеоли. Цитоплазмата е оксифилна, съдържа големи, кръгли и еднакво големи оранжевочервени гранули, неразтворими във вода. Гранулите изпълват цялата цитоплазма.
- Базофилна клетка – базофилите са най-малобройният тип гранулоцити. Клетката има диаметър 9 – 14 микрометра. Ядрото е съставено най-често от два сегмента с плътен хроматин, нуклеоли няма. Цитоплазмата е оксифилна, съдържа тъмновиолетово оцветени гранули с различна форма, големина и интензивност на оцветяването. Гранулите често покриват ядрото. Поради лесната си разтворимост във вода по време на оцветяването на натривката в някои случаи те силно намаляват на брой, а цитоплазмата придобива виолетов оттенък.

### Моноцити
Моноцитът е голяма клетка с диаметър 14 – 22 микрометра. Съотношението ядро-цитоплазма е приблизително 1:1. Ядрото е с различна форма – кръгло, бъбрековидно или лобулирано. Ядреният хроматин е мрежест, като пресечените места на хроматиновите нишки се виждат ясно. Нуклеоли няма. Цитоплазмата е сивосиня, не се отграничава ясно от околната среда и съдържа фини азурофилни гранули. Понякога се наблюдават вакуоли.

### Лимфоцити
Морфологично се различават два различни вида лимфоцити: малък и голям.
- Малък лимфоцит с диаметър от 8 – 12 микрометра. Той е преобладаваща част от лимфоцитите у здравите възрастни. Съотношенето ядро цитоплазма е в полза на ядрото, което заема по-голяма част от клетката, около 90%. Ядрото е с кръгла, овална, рядко бъбрековидна форма. Ядреният хроматин е плътен, облаковиден. При оцветяване по Романовски-Гимза или Папенхайм нуклеоли се наблюдават рядко. Цитоплазмата е оскъдна, светлосиня, с перинуклеарно просветление. При част от лимфоцитите в нея се наблюдават няколко азурофилни гранули и понякога ясно видими вакуоли.
- Голям лимфоцит с диаметър от 12 – 15 микрометра. Среща се по-често при децата. Този тип лимфоцити могат да показват значителна морфологична разлика помежду си. Често се наблюдават нуклеоли. Цитоплазмата е по-обилна светлосиня с перинуклеарно просветление. В някои клетки интензивността на оцветката се усилва към периферията на цитоплазмата в която често се наблюдава червена зърнистост.
- Плазматични клетки – намират се много рядко в циркулиращата кръв на възрастните хора. Клетката има овоидна форма и размери 8 – 20 микрометра. Съотношението ядро-цитоплазма е приблизително 1:2. Ядрото е кръгло или овално, разположено ексцентрично. Ядреният хроматин е плътен, облаковиден. Нуклеоли няма. Цитоплазмата е обилна и интензивно синьо оцветена с перинуклеарно просветление. Могат да се наблюдават вакуоли. Базофилията на цитоплазмата е резултат от голямото количество на РНК във връзка със синтезата на имуноглобулини.

| Левкоцит         | Под микроскоп | Схематично | Приблиз. дял в % при възрастни | Диаметър (μm) | Основна мишена | Вид на ядрото    | Гранулираност                     | Време на живот                                       |
| ---------------- | ------------- | ---------- | ------------------------------ | ------------- | --- | ---------------- | --------------------------------- | ---------------------------------------------------- |
| Неутрофил        |               |            | 54 – 62%                       | 10 – 12       | - бактерии - фунги | няколко лоба     | изразени, бледо розови (H&E оцв.) | 6 часа – няколко дни (дни в слезката и други органи) |
| Еозинофил        |               |            | 1 – 6%                         | 10 – 12       | - големи паразити - алергии | два лоба         | наситено оранжево (H&E оцв.)      | 8 – 12 дена (4 – 5 в кръвообращението)               |
| Базофил          |               |            | <1%                            | 12–15         | - освобождава хистамин при възпаление | два или три лоба | големи, сини                      | няколко часа-няколко дена                            |
| Лимфоцит         |               |            | 28–33%                         | 7–8           | - B-клетка: секретира антитела, антигенно представяне. - T-клетка: - T CD4+: активира и регулира функцията на T- и B-клетки. Диригент на имунната система. - CD8+ T цитотоксични клетки: вирусно инфектирани и туморни клетки. - γδ-T-клетка: - NK-клетка: вирусно инфектирани и туморни клетки. | ексцентрично     | при NK-клетки и CD8+ CTL          | седмици, години (клетки на паметта)                  |
| Моноцит          |               |            | 2 – 10%                        | 7.72 – 9.99   | Прекусрор на макрофагите | бъбрековидно     | няма                              | часове до дни                                        |
| Макрофаг         |               |            |                                | 21            | Фагоцитоза на клетъчни отломки и парогени; антигенно представяне |                  | няма                              | след активация: дни незрял: месеци и години          |
| Дендритна клетка |               |            |                                |               | Антигенно представяне |                  | няма                              | като при макрофаги                                   |

## Патологични промени в левкоцитите

### Вродени аномалии
При вродените аномалии на левкоцитите се наблюдават морфологични промени предимно в неутрофилните гранулоцити, но в различна степен се засягат и другите типове левкоцити.
- Аномалия на Пелгер-Хюет – среща се рядко. Характерен белег на аномалията е потиснатата сегментация на неутрофилите. При хетерозиготната форма при диференциалното броене се наблюдава увеличение на дела на пръчкоядрените клетки (това не са нормални пръчкоядрени клетки) и подчертана хипосегментация. Преобладаващата част от сегментоядрените неутрофили са двусегментни. Ядреният хроматин е плътен. Подобна кондензация на хроматина може да се наблюдава и в част от другите типове левкоцити – еозинофили, базофили, моноцити и лимфоцити. Срещат се различни структурни варианти на аномалията: с по-висока сегментация на неутрофилите, с по-малка компактност на структурата на хроматина и др. Аномалията протича без клинични прояви. Във функционално отношение левкоцитите не показват отклонения от нормата.
- Аномалия на Алдер-Райли – хактеризира се с появата на едри тъмносиньовиолетови гранули в левкоцитите. В неутрофилите те могат да наподобяват токсична гранулация, но не са свързани с причините които я предизвикват и имат постоянен характер. Наблюдават се в моноцитите, лимфоцитите и тъканните базофили. Гранулите на еозинофилите показват обичайната си форма и разпределение в клетката, но оцветяването вместо розово е синьо. В костния мозък типични промени се откриват във всички клетъчни форми след промиелоцита. Аномалията може да е свързана със синдрома на Хурлер (гаргоилизъм), при който гранулите съдържат гликозаминогликани и сфингомиелин поради дефицит на хидроксилаза. Характерни са костните аномалии.
- Аномалия на Мей-Хеглин – характеризира се с наличие на светлосини включвания в цитоплазмата на всички гранулоцити и моноцити и поява на гигантски тромбоцити. Включванията са единични или няколко, разположени по-често към периферията на цитоплазмата. При оцветяване по Романовски-Гимза те изглеждат подобни на телцата на Дьоле, каквито се наблюдават при инфекции. Аномалията се предава автозомно-доминантно. Въпреки умерената левкопения и тромбоцитопения и морфологичните промени на тромбоцитите здравословното състояние, но засегнатите обикновено е добро. В редки случаи се наблюдава склонност към кръвоизливи.
- Аномалия на Чедиак-Стайнбринк-Хигаши – при тежки форми в неутрофилите, еозино филите, базофилите, моноцитите, и лимфоцитите се наблюдават гигантски лизозоми с размер 2 – 5 микрометра. Оцветяват се различно-сиво, синьо, виолетово или оранжево. Притежават висока пероксидазна активност. Предполага се, че телцата са съставени от агрегирани нормални азурофилни гранули, а у еозинофилите могат да образуват кристални формации. Синдромът има фамилно разпространение. У децата аномалията е свързана с тежки пиогенни хронични инфекции и обикновено води до смърт.
- Аномалия на Йордан – изразява се с наличието на множество големи вакуоли в неутрофили, еозинофили, базофили и моноцити които се оцветяват положително за масти. В лимфоцитите вакуоли не се намират. За пръв път аномалията е описана във връзка с прогресивна мускулна дистрофия, а по-късно с ихтиоза.
- Аномалия на Алиус-Григнаши – вродена аномалия с липса на миелопероксидаза в неутрофилите и моноцитите, но не и в еозинофилите. Предава се автозомно-рецесивно. Ензимът е неактивен както функционално, така и имунохимично. Миелопероксидазата участва в бактерицидния ефект на водородния прекис и липсата на ензима предизвиква бактерициден недоимък. Във функционално отношение увреждането не е толкова тежко както при хроничната грануломатозна болест у децата. В оцветена натривка клетките не показват промени в морфологията. Носителите на аномалията са предразположени към микотични инфекции.
- Хронична грануломатозна болест у децата – генетично заболяване, при което неутрофилите и моноцитите поглъщат, но не могат да смилат каталазоположителните бактерии. Причина за това е неспособността на клетките да образуват водороден прекис и други кислородни метаболити, които заедно с миелопероксидазата нормално убиват тези микроби. Биохимично хроничната грануломатозна болест е хетерогенно заболяване. Предполага се че появата ѝ е резултат от сливането на различни молекулни дефекти в общ патогенетичен механизъм. При някои от болните предаването на дефекта е свързано с Х хромозомата, в други то е автозомно. При по-голяма част от болните активността на глюкозо-6-фосфатдехидрогеназата е нормално, но в някои случаи неутрофилите са частично или напълно лишени от нея. Пълната липса на Г-6-ФД в неутрофилите се съчетава с липсата ѝ в еритроцитите и болните страдат от хронична хемолиза.
- Аномалия на Ундриц (вродена хиперсегментация) – предава се като автозомно рецесивен белег. В хетерозиготно състояние около 60% от неутрофилните гранулоцити имат четири и повече сегменти. Аномалията протича безсимптомно. При много рядката хомозиготна форма хиперсегментирани са повече от 80% от неутрофилите.

### Придобити аномалии
В по-голямата си част те представляват неспецифични промени в кръвните клетки в резултат от действието на фактори и процеси, засягащи други органи и системи в организма. Доброто познаване на тези аномалии, разграничаванито им от честите артефакти, с някои от които са близки, би осигурило важна допълнителна информация за диагностичния процес. Придобити патологични промени се наблюдават най-често в неутрофилните гранулоцити.
- Токсична гранулация в неутрофилите – гранулите са по-големи и плътни, оцветени тъмносивосиньо или виолетово. При pH 5,4 с боята на Романовски-Гимза се оцветяват само токсичните гранули в червен цвят. Ултраструктурно се допуска че се отнася за фаголизозоми или за първични гранули в зрелите неутрофили. Това се обяснява с ускореното образуване на неутрофили по време на бактериална инфекция; клетките съзряват след по-малък брой деления, в резултат на което в зрелия неутрофил се запазва по-голям брой първични гранули, които се наричат токсични. Токсична гранулация в неутрофилите се среща при различни инфекциозни и токсични състояния – пневмония, сепсис, уремия, коматозни състояния, злокачествени заболявания.

- Телца на Дьоле – срещат се в цитоплазмата на неутрофилите. Представляват светлосини петънца с размер 1 – 2 микрометра, пиронинофилни, кръгли или ъгловати с неясен ръб. Състоят се от гранулиран ендоплазматичен ретикулум, съдържащ РНК. Приема се, че са резултат от локален дефект в съзряването на цитоплазмата. За пръв път са открити при болен от скарлатина и се е предполагало че там е локализиран причинителят на болестта. Характерни са за по-тежко протичащи инфекции, изгаряния, апластична анемия, въздействие с токсични вещества.

- Хипогранулирани и агранулирани неутрофили – аномалията се изразява в намаляване или липса на гранули в цитоплазмата, която от своя страна може да придобие бледо син цвят. Активността на ензимите е намалена или липсва. Аномалията може да се дължи на несинхронно съзряване на ядрото и цитоплазмата. Хипо- и агранулация се срещат при левкози и предлевкозни състояния, агранулоцитоза, тежки инфекции. Подобна картина може да бъде и артефакт поради грешка в оцветяването.

- Вакуолизация – появата на вакуоли в ядрото и цитоплазмата ими различно обяснение. Забавянето в приготвянето на кръвната натривка води до увеличаване на броя на вакуолите в цитоплазмата. При еднакви условия за приготвяне на натривката обаче е установено, че в токсичните неутрофили се образуват повече вакуоли, отколкото в нормалните. Образуването на вакуоли вероятно се дължи на увеличена лизозомна активност. Те могат да бъдат резултат на антигенно въздействие, фагоцитоза или съдържание на липиди. Единични вакуоли се срещат и у здрави лица. Вакуолизацията на ядрото е признак за токсично въздействие от различен характер.

- Хиперсегментация – появата на сегментоядрени неутрофили с 5 – 6 и повече до 10 – 12 сегменти е ранен, чувствителен, макар и неспецифичен белег за мегалобластна еритропоеза. Клетките са със значително по-големи размери от нормалните неутрофили. Хиперсегментацията не е показател за зрелост на клетката и вероятно е резултат на увеличена ядрена маса и митотични смущения. Наблюдава се също при уремия, но неутрофилите там са по-малки и близки по размер до нормалните. Предполага се, че един от метаболитите на уреята (гуанидосукцинат) предизвиква уремичната хиперсегментация. Хиперсегментацията се среща при бременност, тежък железен дефицит, хемолитични анемии, тежки инфекции, левкози и всички злокачествени заболявания, при които се развива недоимък на витамин В12 или фолиева киселина.